# آنجلا جونز
آنجلا جونز (انگلیسی: Angela Jones؛ زادهٔ ۲۳ دسامبر ۱۹۶۸) یک هنرپیشه اهل ایالات متحده آمریکا است.
از فیلم‌ها یا برنامه‌های تلویزیونی که وی در آن نقش داشته است می‌توان به داستان عامه‌پسند و دلمه‌شده اشاره کرد.